# Idstedt-Löwe

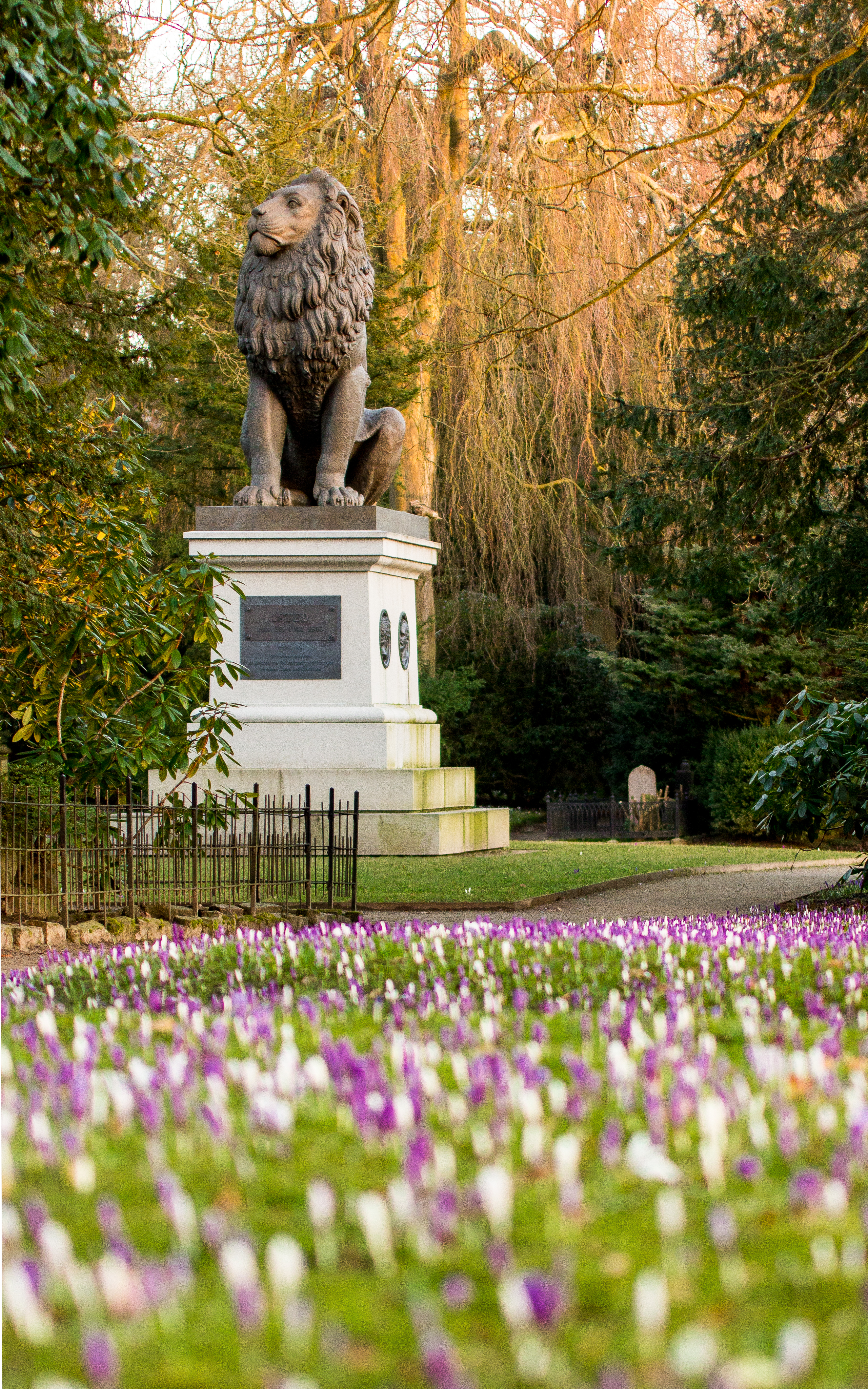
Der Idstedt-Löwe in Flensburg

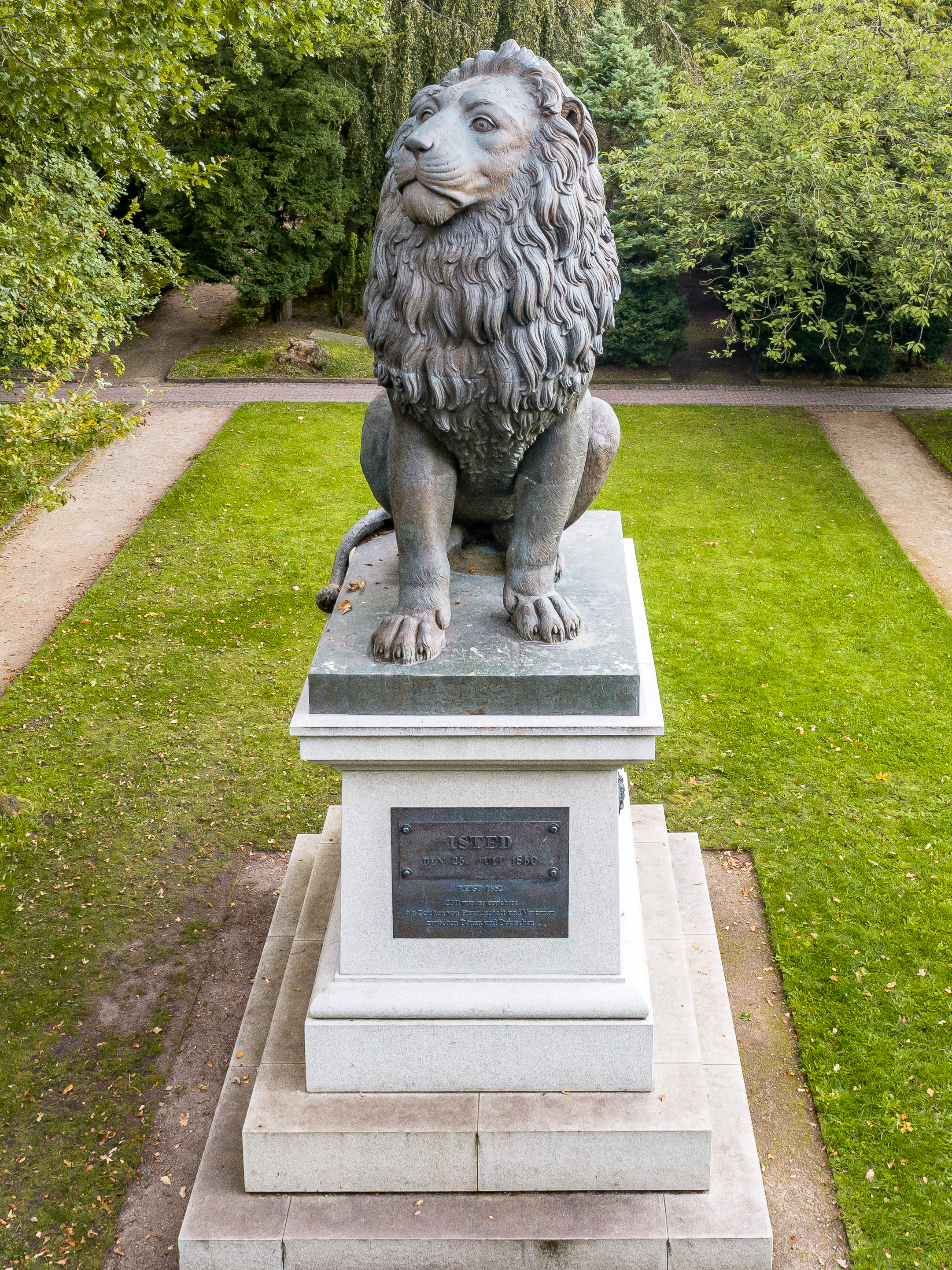
Der Idstedt-Löwe (dänisch Istedløven), ein spätklassizistisches Monument in Flensburg. Die Inschrift auf der Tafel lautet: „ISTED / DEN 25. JULI 1850 / REJST 1862 / 2011 wieder errichtet als Zeichen von Freundschaft und Vertrauen zwischen Dänen und Deutschen“

Der Idstedt-Löwe (dänisch Istedløven) ist ein spätklassizistisches Monument in Flensburg. Der dänische Bildhauer Herman Wilhelm Bissen schuf es 1862 zur Erinnerung an den Sieg der dänischen Truppen über die aufständischen Schleswig-Holsteiner in der Schlacht bei Idstedt im Jahr 1850. Nach dem Frieden von Wien im Jahr 1864 wurde die Plastik nach Berlin gebracht. Im Jahr 1945 gelangte sie nach Kopenhagen. Im Jahr 2011 kehrte sie an ihren ursprünglichen Standort in Flensburg zurück und wurde am 10. September 2011 enthüllt. Eine Zinkkopie von 1874 steht am Wannsee in Berlin.

## Überblick
Für das Verständnis der Figur und ihrer geschichtspolitischen Reise sind fünf Elemente bestimmend:
- die Schleswig-Holsteinische Erhebung 1848–1851
- die Bedeutung des Löwen als Wappentier des Herzogtums Schleswig (und des Königreichs Dänemark)
- hinsichtlich der Berliner Kopie die Gründung der Colonie Alsen am Großen Wannsee (1863)
- hinsichtlich der Berliner Kopie der Deutsch-Dänische Krieg als erster von drei deutschen Einigungskriegen
- hinsichtlich der Rückkehr nach Flensburg die nachhaltige Verbesserung der dänisch-deutschen Beziehungen

## Das Original

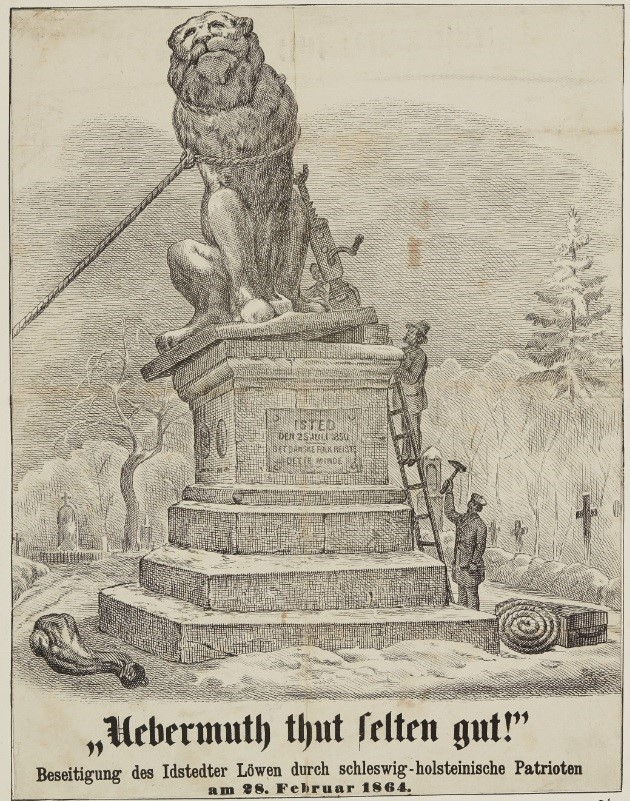
Sturz des Idstedter Löwen, der Schwanz liegt neben dem Sockel (1864)

In der Schleswig-Holsteinischen Erhebung kam es 1850 zur Schlacht bei Idstedt. Der dänische Sieg in diesem Krieg hatte zur Folge, dass das Herzogtum Schleswig und damit auch die Stadt Flensburg mit dem Königreich Dänemark in Personalunion verbunden blieb. Zur Erinnerung an diesen Triumph schuf der dänische Bildhauer Herman Wilhelm Bissen eine Bronzeplastik, die in Anlehnung an das dänische Wappen einen riesigen Löwen mit triumphal hochgerecktem Kopf auf einem steinernen Sockel darstellt. Das dänische Staatswappen zeigt drei gekrönte Löwen (auch das Wappen Schleswig-Holsteins und das Stadtwappen Flensburgs enthalten zwei Schleswigsche Löwen als bestimmendes Moment).
Um eine anatomisch perfekte Plastik zu schaffen, reiste Bissen zuvor nach Paris und betrieb intensive Studien an einem Löwen, der im Jardin des Plantes gehalten wurde. Im Deutschen Kaiserreich war der Löwe als „Laubfrosch“ bekannt.
Im Jahr 1860 konnte Bissen ein erstes Gipsmodell fertigstellen. Im Juni 1862 war der Bronzeguss vollendet. Der Sockel für den Löwen bekam vier Reliefs mit den Profilen der Generäle Christopher von Krogh und Friderich Adolph Schleppegrell sowie der Colonels Hans Helgesen und Frederik Læssøe. Um dem Denkmal festen Untergrund zu schaffen, wurden 200 deutsche Särge und Grüfte zerstört. Die Gerippe kamen in eine Grube. Das 7,20 Meter (Sockel: 3,80 m; Bronzestatue: 3,40 m) hohe Siegesdenkmal wurde am 25. Juli 1862, dem 12. Jahrestag der Schlacht von Idstedt, auf dem Alten Friedhof in Flensburg enthüllt, wo der Löwe nach Süden schaute. Vor ihm wehte der Danebrog. Auf dem Kämpehoi, dem Kämpferhügel hinter dem Denkmal, wurden Votivtafeln für die gefallenen dänischen Offiziere und Soldaten errichtet. Der dänische Bildhauer Hans Klewing zerschlug die Votivtafeln für die gefallenen Schleswig-Holsteiner, auch die für den Oberst Julius Saint-Paul, der im Juni 1849 vor Fredericia gefallen war. Die Granitsäule für die in der Schlacht von Bau Gefallenen der Schleswig-Holsteinischen Armee wurde 4 Fuß tief vergraben. Am 8. Februar 1864, eine Woche nach Beginn des Zweiten Deutsch-Dänischen Krieges, wurde sie ausgegraben.
Von den deutschgesinnten Schleswig-Holsteinern wurde das Standbild als Schmach empfunden, auch weil man die Statue auf Gräbern schleswig-holsteinischer Gefallener errichtet hatte. Kein einziger Däne lag dort. Christian IX. hatte seine Teilnahme an der Enthüllung abgelehnt, weil er das Denkmal als einen Bruch mit der Kultur des Dänischen Gesamtstaates empfand. Die Symbolik des Löwen ordnete sich deutlich in das seit 1852 von dänischen Nationalliberalen verfolgte Programm einer Einverleibung Schleswigs in einen dänischen Nationalstaat ein. Am 28. Februar 1864 versuchten einige deutschgesinnte Flensburger, das Monument zu stürzen. Dabei wurde das Bronzebildwerk beschädigt und der Schwanz abgebrochen; für seinerzeit in der Deutschen Illustrirten Zeitung veröffentlichte Zeichnungen, die eine weitgehende Zertrümmerung des Denkmals zeigen, gibt es keine weiteren Belege.

### Von Flensburg nach Berlin

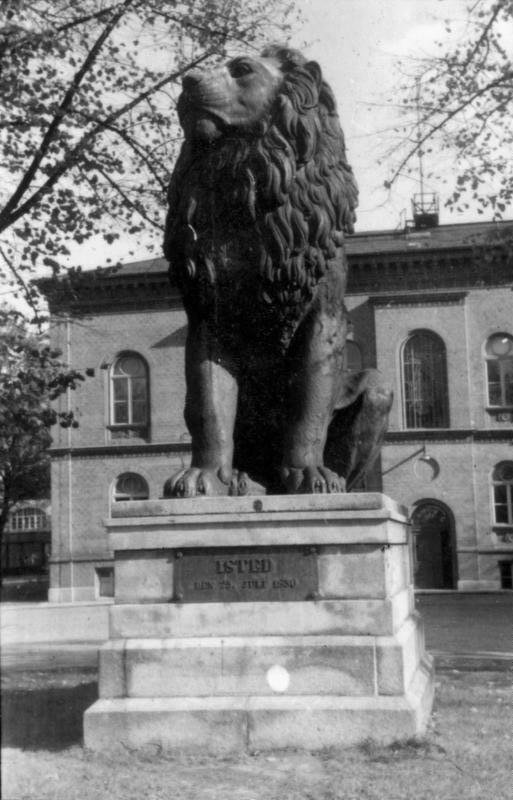
Original in Berlin (1942)

Im Deutsch-Dänischen Krieg, in dem Preußen und Österreich den Schleswig-Holsteinern beistanden, siegte bei der Festung Düppeler Schanzen am 18. April 1864 die deutsche Seite. Die Erstürmung der Festung gelang dem General der Kavallerie Prinz Friedrich Karl Nikolaus von Preußen, nachdem ein Spandauer Pionier, Carl Klinke, mit einem Pulversack eine Bresche in die Schanze II gesprengt hatte. Klinke, der sich dabei geopfert hatte, soll bei der Aktion den legendären Satz Ick bin Klinke, ick öffne dit Tor! ausgerufen haben. Nachdem erneute Friedensverhandlungen vor allem an der Frage der künftigen Südgrenze der dänischen Monarchie scheiterten, setzten die preußischen Truppen schließlich am 29. Juni nach Alsen über. Kurz darauf ersuchte Dänemark um einen Waffenstillstand und musste im Prager Frieden eine weit nördlichere Grenzlinie akzeptieren: Fast das gesamte Herzogtum Schleswig fiel unter Preußische und Österreichische Verwaltung. Nach dem Zweiten deutschen Einigungskrieg bildete Schleswig 1867 mit dem Herzogtum Holstein die neue Provinz Schleswig-Holstein im Königreich Preußen.
Jeden Versuch, den inzwischen stark lädierten Löwen komplett vom Sockel zu stürzen, unterbanden nun die deutschen Befehlshaber. Auf Veranlassung von Ministerpräsident Bismarck erfolgte eine Demontage des Monuments, das mit einigen Bruchstücken zuerst im Regierungshof der Stadt gelagert wurde. Im Jahre 1867 wurde die Bronzestatue gemeinsam mit den vier Sockel-Reliefs auf Betreiben des Generalfeldmarschalls Friedrich Graf von Wrangel nach Berlin transportiert.
Auf der dänischen Seite änderte sich die Sicht auf den Idstedt-Löwen durch die Überführung nach Berlin beträchtlich. War er als Siegesdenkmal zunächst durchaus umstritten und bei seiner Aufstellung eher das Projekt eines begrenzten nationalliberalen Kreises gewesen, fühlte man sich durch die Entfernung des Löwen gekränkt. Er wurde als Kriegsbeute empfunden und symbolisierte für viele Dänen wie kein anderes Monument oder Bauwerk den Verlust der südlichen Landesteile, die bis 1864 zwei Fünftel der Fläche ausgemacht hatten und in denen fast die Hälfte der Bevölkerung der dänischen Monarchie beheimatet war. Vom Löwen wurden zahlreiche Miniaturen angefertigt, die sich in vielen nationalbewussten Haushalten fanden.
Seine erste Wiederaufstellung fand der restaurierte Löwe am 9. Februar 1868 im Hof des Berliner Zeughauses. Als das Zeughaus umgebaut wurde, reiste der Löwe, erneut demontiert, weiter nach Lichterfelde bei Berlin. Dort wurde er im April 1878 im Hof der Preußischen Hauptkadettenanstalt aufgestellt.

### Von Berlin nach Kopenhagen

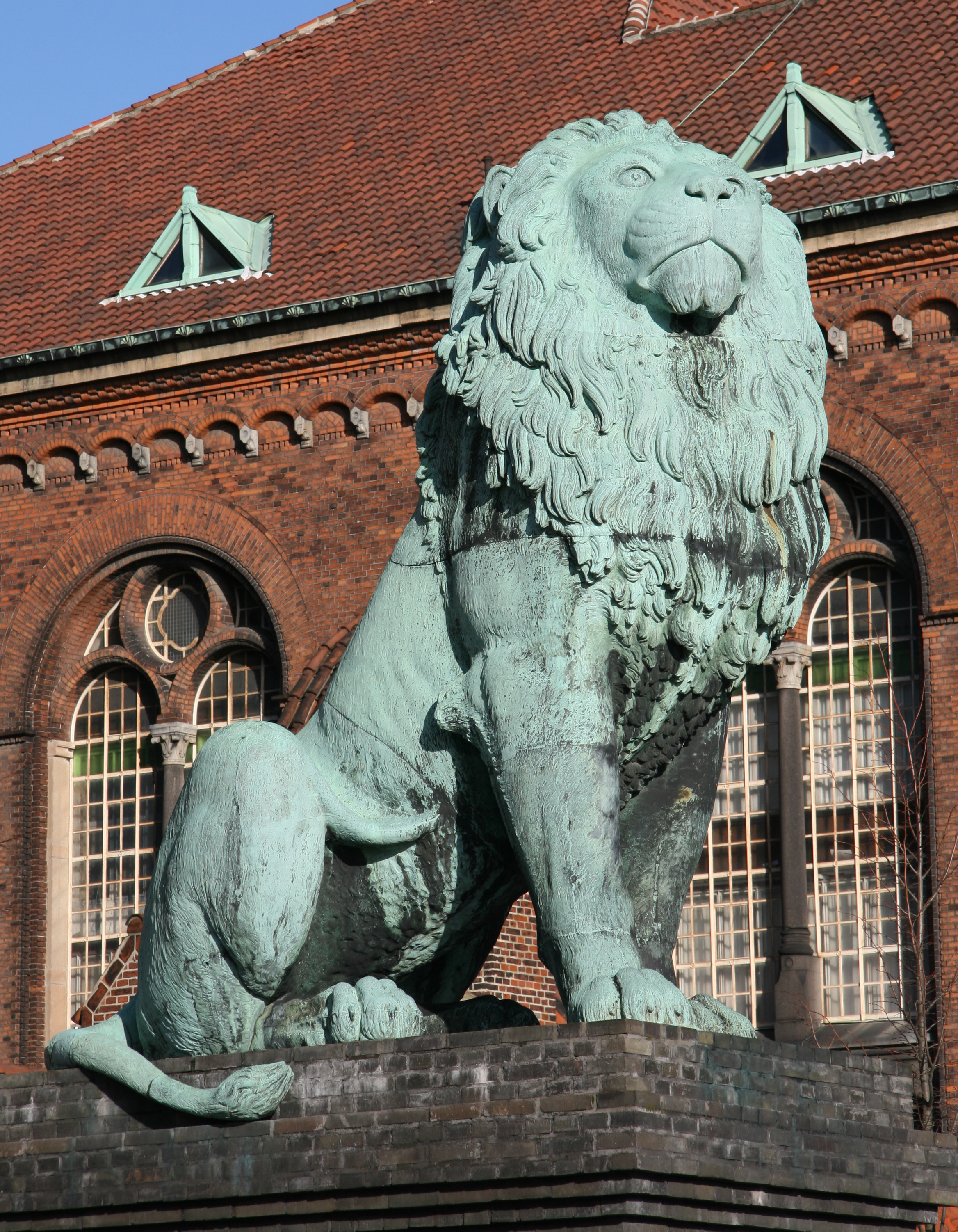
Original in Kopenhagen (2007)

Nach Ende des Zweiten Weltkriegs setzte sich der Berliner Korrespondent der Zeitung Politiken Henrik V. Ringsted bei den US-amerikanischen Militärbehörden, in deren Sektor Lichterfelde lag, für eine Überführung des im Krieg unbeschädigt gebliebenen Löwendenkmals nach Dänemark ein. Der Oberbefehlshaber der Alliierten Streitkräfte in Europa und spätere Präsident Dwight D. Eisenhower veranlasste im Herbst 1945 den Transport nach Kopenhagen, nachdem er zuvor eine Stellungnahme der dänischen Regierung erbeten hatte. Am 20. Oktober nahm König Christian X. den Löwen offiziell in Empfang und drückte dabei die Hoffnung aus, dass das Denkmal zum Gedenken an die Opfer des Krieges von 1848 bis 1850 und an die Zeit danach dereinst wieder in Flensburg stehen sollte, wenn dies dort gewünscht würde.
Somit galt die Aufstellung des Löwen in Kopenhagen als ein Provisorium. Dort hatte der Idstedt-Löwe für lange Jahre einen Platz zwischen historischem Kriegsgerät im Hinterhof des Königlich Dänischen Zeughausmuseums, wo er von außerhalb des Museumsgeländes nicht sichtbar war. Nach der Einweihung des Erweiterungsbaus der nahe gelegenen Dänischen Königlichen Bibliothek im Jahre 2001 wurde der Hof entfernt. Ab diesem Zeitpunkt stand der Löwe alleine auf dem weiten und recht kahlen Platz, den eine Hauptverkehrsstraße durchzieht und der an der Südseite zum Wasser hin offen liegt. (Lage: 55° 40′ 25″ N, 12° 34′ 51″ O) Doch auch diese Erneuerung führte nicht dazu, dass die Diskussion über eine Rückführung des Denkmals nach Flensburg verstummte. In Fredericia, wo sich mit dem tapferen Landsoldaten ein weiteres Hauptwerk Bissens befindet, bemühte sich ein Verein, das Löwendenkmal für die dortigen Festungsanlagen zu gewinnen. Viele weitere Vorschläge für einen endgültigen Standort des Löwen wurden vorgebracht.

### Diskussionen um die Rückkehr nach Flensburg

#### Für und Wider von den 1960er bis zu den 1990er Jahren
Nach den Bonn-Kopenhagener Erklärungen von 1955, die das Verhältnis zwischen Deutschen und Dänen sowie den Minderheiten im Grenzland auf eine neue friedliche Basis stellten, blieb der Wunsch nach einer Wiederaufstellung des Löwen seitens der dänischen Minderheit bestehen. Doch auch auf deutscher Seite mehrten sich im Laufe der Zeit – und der fortschreitenden Normalisierung des deutsch-dänischen Verhältnisses – die Stimmen zu einer Rückführung des Löwen. 1962 meinte der Flensburger CDU-Politiker, Stadtpräsident, Chefredakteur des 'Flensburger Tageblatts’ und damalige Vorsitzende des SHHB Hanno Schmidt, dass eine Neuaufstellung des Löwen in Flensburg als Ausdruck eines neuen Geistes dazu beitragen könnte, die historischen Gegensätze zu überwinden. Darin pflichtete ihm der aus Nordschleswig stammende Vorsitzende des Grenzfriedensbundes Hans Peter Johannsen bei.
Doch in der Folgezeit geschah nichts, außer dass die Diskussion um die Rückkehr des Löwen immer wieder aufflammte. Noch in den 1980er Jahren gab es eine breite deutsche Ablehnung in der Flensburger Ratsversammlung. Eine größere Kontroverse gab es 1992, als sich mehrere deutsche Grenzlandpolitiker für die Überführung des Idstedt-Löwen einsetzten. Als erster Deutscher hielt in diesem Jahr Siegfried Matlok, Repräsentant der deutschen Nordschleswiger und Chefredakteur der Tageszeitung Der Nordschleswiger, eine Rede bei der Idstedt-Gedenkfeier in Kopenhagen, in der er sich für die Rückführung starkmachte. Unterstützung erhielt er vom Vorsitzenden des Grenzfriedensbundes Artur Thomsen, der einige Jahre zuvor als Stadtpräsident noch eine reservierte Haltung gegenüber dem Löwen eingenommen hatte. Der inzwischen positiveren Stimmung gegenüber dem Idstedt-Löwen vor allem in sozialdemokratischen Kreisen stand jedoch immer noch eine heftige Ablehnung im konservativen Lager gegenüber. Der Vorstoß im Jahre 1992 scheiterte nicht zuletzt am Protest Flensburger Bürger, die den Löwen im Kontext mit seiner nationalistischen Aussage für ungeeignet hielten, „zukunftsweisendes Symbol“ für den Grenzfrieden zu sein. Auch eine gemeinsam konzipierte Ausstellung der Museen in Sonderburg und Flensburg über die Geschichte des Löwen 1993/94 wurde von teilweise heftiger Polemik begleitet. Viele Befürworter resignierten, auch wenn die Diskussion über die Löwenrückkehr immer wieder im Zusammenhang mit den alljährlichen Gedenkfeiern aufgenommen wurde. Die Argumente pro und contra Rückkehr blieben im Prinzip dieselben, doch zeichnete sich immer stärker ein Generations- und Gesinnungswechsel ab, der vor dem Hintergrund einer fortschreitenden Normalisierung des deutsch-dänischen Verhältnisses zu sehen ist.

#### Stimmen für eine Rückführung nach Flensburg
Mit der Überführung nach Berlin hatte die Symbolik des Löwen eine neue Dimension erhalten. Für viele national gesinnten Dänen war er nun zu einem Opfer geworden, das auf seine Weise die als Fremdherrschaft empfundene Lage der schleswigschen Dänen im Deutschen Reich widerspiegelte. Nach der Grenzziehung von 1920 betraf dies vor allem noch Südschleswig. So setzten sich bereits Ende der 1920er Jahre wiederholt Vertreter der dänischen Minderheit für die Rückkehr des Denkmals ein. Dabei betonten sie nicht zuletzt die Bedeutung des wachsamen Löwen als Grabmal für die auf dem Alten Friedhof bestatteten Toten von 1850. Auf deutscher Seite stießen sie damit jedoch regelmäßig auf Ablehnung.
Erst nach dem Ende des Zweiten Weltkriegs, der Überwindung des Grenzkampfs ab 1945 und den Bonn-Kopenhagener Erklärungen von 1955 meldeten sich die ersten deutschen Stimmen zu Wort, die sich für eine Rückkehr des Idstedt-Löwen aussprachen. Wie erwähnt waren dies zuerst der Vorsitzende des Grenzfriedensbundes Hans Peter Johannsen, selbst deutscher Nordschleswiger, zum anderen war dies Hanno Schmidt, Chefredakteur beim Flensburger Tageblatt, Mitglied der CDU-Ratsfraktion und zeitweiliger Vorsitzender des SHHB. Dieser meinte, dass ein in Flensburg wiedererrichteter Löwe „das Zeugnis eines neuen Geschichtsabschnitts, ja eines die Völkerbeziehungen beherrschenden neuen Geistes“ sein könnte.
Doch erst ab Ende der 1980er Jahre mehrten sich in deutschen Kreisen die Stimmen für eine Rückführung. Siegfried Matlok meinte, dass „ein Beschluss in Flensburg, den Löwen zu nehmen, eine schöne politische Geste von deutscher Seite sein wird, die dokumentiert, dass Deutsche und Dänen aus der Geschichte gelernt haben“ und der Mythos um den Löwen durch die Neuaufstellung entmythologisiert werden könnte. Auch Johannsens Nachfolger beim Grenzfriedensbund, der frühere Flensburger Stadtpräsident Artur Thomsen, änderte bis 1992 seine ablehnende Haltung, weil er aus vielen Gesprächen gelernt hätte, ”dass es dem Frieden im Grenzland dienen würde, wenn er wieder auf dem Alten Friedhof aufgestellt werden könnte”. Denn solange der Löwe in Kopenhagen bleibe, würde er den Dänen signalisieren, dass „es deutsche Vorbehalte gegen Dänemark gibt, die von einem Ereignis vor fast 150 Jahren abgeleitet werden“. Der Sprecher der Flensburger Europa-Union Gert Rossberg forderte wie viele andere auch dazu auf, „die Vergangenheit nicht dem Vergessen zu überantworten“ und den Löwen gerade als Zeugnis jener konfliktreichen Zeiten zurückzuholen, aus denen man lernen müsse. Der SPD-Ratsfraktionschef Knut Franck meinte, dass der Löwe vor allem zum Nachdenken anrege und an die konfliktreiche Geschichte erinnere, die eben auch eine gemeinsame sei, und dass er gerade durch eine historisch gut eingebettete Neuaufstellung zu einem Symbol neuer Toleranz werden könnte. Der damalige Stadtpräsident Peter Rautenberg hob zudem den museumspädagogischen Wert des „Stadt- und Kulturdenkmals“ hervor. In Berlin zeigte man sich über die lange Kontroverse verwundert und verwies darauf, dass die dort am Wannsee stehende Kopie des Löwen zu keiner Zeit umstritten gewesen sei. Dänische Stimmen nannten zudem weiterhin die Bedeutung als Grabmal und betonten wiederholt, dass die von den Erbauern beabsichtigte Funktion als Siegesmal überhaupt keine Rolle mehr spiele. Dies sahen auch die deutschen Fürsprecher so. Gerade durch die Neuaufstellung des einst als dänisches Siegesdenkmal geplanten Löwen auf deutschem Boden sollte man ein Symbol für die Überwindung der seinerzeitigen Gegensätze setzen. Zudem war es lange her gewesen (und ohnehin nur kurz), dass der Löwe seine Rolle als Siegesdenkmal hatte spielen können. Seither hatte sich seine Symbolik vielfältig entwickelt.

#### Stimmen gegen eine Rückführung
Die Gegner einer Rückführung des Idstedt-Löwen verwiesen fast durchgehend auf eben die genannte ursprüngliche Funktion eines dänischen nationalen Siegesdenkmals und sprachen ihm jede andere geschichtliche Bedeutung ab. „Seine Zeit ist nicht mehr die unsere; er kann uns nichts mehr sagen […]“, schrieb der Chefredakteur des Flensburger Tageblatt und CDU-Ratsherr Hans-Wilhelm Pries, der zudem Besuche dänischer Nationalisten fürchtete, die den Grenzfrieden stören könnten. Der Löwe sei von „monströser Scheußlichkeit“. Sein Fraktionskollege Dieter Pust forderte eine museale Aufstellung in Kopenhagen, weil man dort selbst zu wenig über den Löwen wüsste. Eine museumstechnische Aufstellung in Flensburg wäre „Augenwischerei“ und eine neue Friedensbotschaft wäre in Flensburg schwer vermittelbar, zumal es in dieser „von Anfang bis Ende politischen Frage“ viele Widersprüche gebe. Auch Uwe Ronneburger, Vorsitzender des SHHB, befürchtete eine Destabilisierung des Grenzfriedens und verwies wie viele andere darauf, dass man bei der Aufstellung 1862 pietätlos Gräber beseitigt habe. Der neu aufgestellte Löwe würde den Grabfrieden stören. Die Flensburger Stadtarchivare Hans Friedrich Schütt und Broder Schwensen forderten eine Entpolitisierung und stärkere „Historisierung“ des Idstedt-Löwen und anderer Denkmäler, wobei sie den Löwen in seiner ursprünglichen Botschaft des nationalen Alleinanspruchs als Pendant zum deutschen Knivsberg-Denkmal sahen. Eine Aufstellung als Zeichen neuer deutsch-dänischer Zusammenarbeit hielten sie damals nicht für sinnvoll und schlugen eine museale Aufstellung am Sonderburger Schloss vor, wo er in eine umfangreiche regionalgeschichtliche Sammlung hätte einbezogen werden können. Als Zeichen für eine sich unter den deutschen Befürwortern „verbreitenden [Geschichts-]Amnesie“ bezeichnete der dänische Historiker Steen Bo Frandsen (Universitet Syddanmark) noch einmal 2009 die diskutierten Pläne zur Rückführung und Umwidmung des Löwen. Die abwegige Umwidmung sei Resultat einer

„sehr deutschen, politisch korrekten Denkweise; [dieses] beweist vor allem das Gegenexperiment, was passierte, wenn jemand vorschlagen würde, das alte preußische Monument von Dybbøl, das kurz vor Kriegsende 1945 von der dänischen Widerstandsbewegung in die Luft gesprengt wurde, oder das ebenfalls zerstörte Bismarckmonument der Nordschleswiger auf dem Knivsberg wiederherzustellen. Es gibt eben eine starke Asymmetrie in den Beziehungen zwischen den beiden nationalen Identitäten nach 1945. Während die „nationale Identität“ in Deutschland nicht selbstverständlich ist, ist die dänische vollkommen intakt, unproblematisch und nie hinterfragt worden. Dänischerseits besteht überhaupt kein Anlass, nationale Erinnerungsorte umzuinterpretieren. Wenn der Löwe von vielen heutzutage eher als ein Stück Friedhofsinterieur ohne nationalistische Untertöne betrachtet wird, zeugt das wahrscheinlich vor allem von einer sich verbreitenden Amnesie.“

### Wiederaufstellung, letzte Diskussion und Festakt 2011

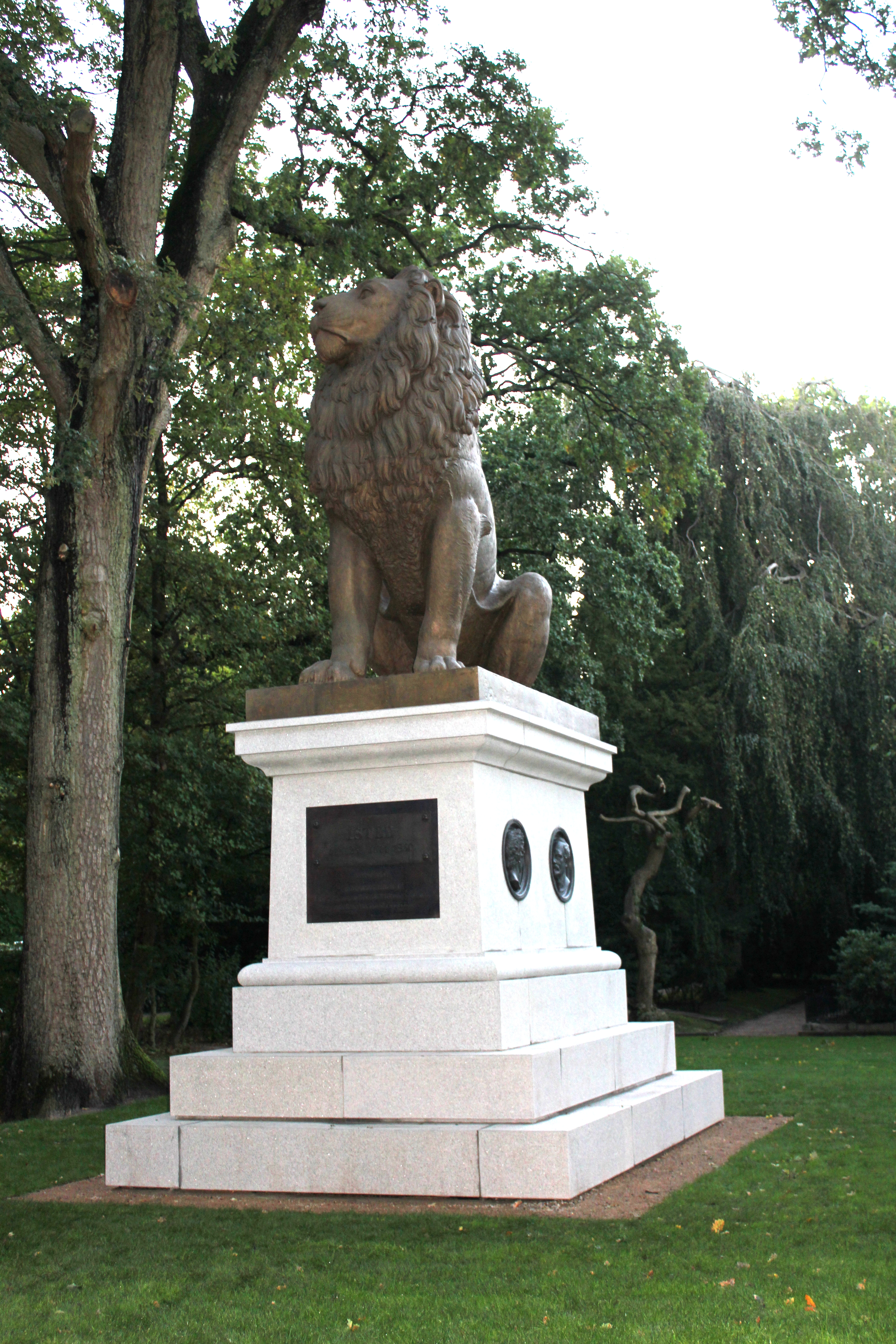
Der Löwe in Flensburg nach seiner Rückkehr (2011)

Anlässlich des 725-jährigen Stadtjubiläums der Stadt Flensburg im Jahre 2009 beauftragten alle Fraktionen der Flensburger Ratsversammlung den Oberbürgermeister Klaus Tscheuschner, die Rückkehr des Löwen nach Flensburg zu prüfen. Mit lediglich fünf Gegenstimmen wurde ein Antrag auf Rückführung an die dänische Regierung gestellt, den diese positiv beantwortete. Mit nur drei Gegenstimmen beschloss die Ratsversammlung am 18. Februar 2010 die Wiederaufstellung am ursprünglichen Standort im Rahmen eines Festaktes. Geplant war, den Löwen am 12. September 2010 (Europäischer Tag des offenen Denkmals) wieder auf dem Alten Friedhof, der heute zum Gesamtkomplex des Museumsbergs Flensburgs gehört, aufzustellen. Dabei sollte auf der Vorderseite des Sockels eine neue Plakette mit folgender Inschrift aufgebracht werden: Isted den 25. Juli 1850, Rejst 1862, 2010 wieder errichtet als Zeichen von Freundschaft und Vertrauen zwischen Dänen und Deutschen. Nachdem dieser Termin wegen der aufwändigen, noch in Kopenhagen vorgenommenen gründlichen Renovierung des Bronzedenkmals nicht eingehalten werden konnte, war die Rückkehr der Figur zum 10. September 2011 vorgesehen.
Anders als noch zu Beginn der 1990er Jahre gab es keine nennenswerte Kontroverse um die Rückführung. Von einigen wurde kritisiert, dass es keine öffentliche Diskussion im Vorfeld der Aufstellung gegeben habe. Dies wies Bürgermeister Tscheuschner u. a. mit der Begründung zurück, dass es seit langem eine Diskussion gegeben habe, in der die gegensätzlichen Standpunkte unverändert geblieben waren. Hingegen wäre eine Emotionalisierung des Themas wie 1992 und 1994 nicht gut gewesen. Dennoch kam es zu einigen wenigen kritischen Äußerungen zur Begründung der Neuaufstellung. Ein Flensburger Journalist warf das Gerücht auf, dass Oberbürgermeister Tscheuschner die Rückkehr des Löwen gegen den Verzicht des SSW auf Aufstellung eines eigenen Kandidaten bei der nächsten OB-Wahl eingefädelt hätte. Der Landeshistoriker Jan Schlürmann stellte die kritische Frage, ob eine Umwidmung des Löwen angesichts völlig unterschiedlicher nationaler Erinnerungskulturen beiderseits der Grenze erfolgreich sein könne, da der Löwe bis heute Teil eines spezifisch dänischen Gedenkens sei. Dabei ging er scharf mit einigen Historikern des Grenzfriedensbundes ins Gericht, die seine Kritik zuvor in ihrer Zeitschrift für „deutsch-dänischen Dialog“ nicht hatten abdrucken wollen, weil er vermutete, dass seine Position nicht in das gewünschte, von deutscher Seite einseitig harmonisierte Geschichtsbild passe. Dieser Beitrag löste wiederum z. T. heftige Reaktion gegen, aber auch einige sachlichere Bemerkungen für den Beitrag aus, änderten aber nichts mehr an der planmäßigen Aufstellung des Denkmals an seinem ursprünglichen Standort. Schon 2012 konnten die Autoren Broder Schwensen und Lars Henningsen nachweisen, dass die Gerüchte um Bürgermeister Tscheuschners Absichten, mit der Löwen-Rückholung politische Punkte beim SSW zu sammeln, der Wahrheit entsprachen.
Am 10. September 2011 fand die offizielle feierliche Enthüllung der neugestalteten Gedenktafel durch Prinz Joachim von Dänemark statt. Die Bronzetafel, ein Werk des renommierten Kunstschmiedes Klaus Bösselmann, befindet sich auf der Vorderseite des Monumentes. Sie trägt den ursprünglich geplanten Schriftzug, jedoch mit geänderten Datum 2011. Auf der Rückseite ist eine (ebenfalls von Klaus Bösselmann gestaltete) vierzeilige Plakette mit dem Wortlaut 1862 Flensborg • 1868 Berlin • 1945 København • 2011 Flensburg angebracht. Neben Joachim von Dänemark waren der Flensburger Oberbürgermeister Simon Faber, Stadtpräsident Christian Dewanger, der dänische Kulturminister Per Stig Møller und der deutsche Botschafter in Kopenhagen als Redner des Festaktes auf dem Alten Friedhof zu Füßen des Löwen geladen. Begleitend hierzu gab es im benachbarten Museum die Ausstellung Gut gebrüllt, Löwe! Nachbarschaftliches rund um den Idstedt-Löwen statt. Bereits in seiner Einweihungsrede äußerte Stadtpräsident Dewanger Zweifel daran, ob die Umwidmung Sinn mache:

„Immer wieder ist der Sinnes-Wechsel des Löwendenkmals vom Siegerdenkmal hin zum Freundschaftssymbol vorgetragen, erklärt und beschrieben worden. Aber ich bin der Auffassung, dass das, was wir heute tun, nicht das in der Vergangenheit Geschehene übersehen oder gar ignorieren darf. Ich bin überzeugt, dass es erstens nicht geht und zweitens auch nicht sinnvoll ist, einem Denkmal einen neuen Sinn zuzuschreiben. Der Löwe ist kein Denkmal der Freundschaft. Der Löwe ist ein Monument einer Epoche nationalstaatlichen Strebens, in Stein gehauener territorialer Macht- und Herrschaftsanspruch – eben ein Siegerdenkmal der dänischen Krone […]. Und so geht die Friedens- und Freundschaftsbotschaft nicht vom Löwen aus, sondern von dem Akt seiner Rückkehr und Wiederaufstellung. Gerade das Überwinden der Grenze und das Verständnis als eine gemeinsame deutsch-dänische Region, die gute Freundschaft und Zusammenarbeit über die Grenze hinweg sowie zwischen Mehr- und Minderheiten haben es verdient, dass der Löwe nicht als Verdrehung der Geschichte sondern als anerkannter Bestandteil der Geschichte unserer Region zurückgekommen ist.“

### 2012: „In Freundschaft und Vertrauen“
Bereits 2012, also knapp ein Jahr nach Wiedererrichtung, erschien ein Buch aus der Feder der Flensburger Historiker Lars N. Henningsen und Broder Schwensen, das neben den technischen und finanziellen Hintergründen der Löwen-Rückführung vor allem die politischen Hintergründe anhand zahlreicher Quellen rekonstruiert. Danach teilen beide Historiker die Vermutung, Oberbürgermeister Tscheuschner habe durchaus aus wahltaktischen Gründen der Rückführung zugestimmt. Die Gestaltung des Denkmals, insbesondere die Bevorzugung einer Rekonstruktion anstelle einer durchdachten Neukonzeption, ging wesentlich auf dänische Wünsche zurück. Die an den Verhandlungen beteiligten deutschen Stellen hätten in nahezu allen Punkten den dänischen Vorstellungen entsprochen und damit eigene Konzepte, die eine Neuinterpretation des Denkmals durch einen anderen Aufstellungsort oder künstlerische Verfremdung im Auge hatten, über Bord geworfen. Schließlich konnten beide nachweisen, dass die Flensburger offiziellen Stellen eine öffentliche Diskussion vermeiden wollten – vor allem, weil man kritische Stimmen fürchtete. Henningsen und Schwensen resümieren, dass nun nicht mehr das Denkmal selbst Ausdruck für „Freundschaft und Vertrauen“ sein könne, sondern lediglich der Akt der Rückführung in diesem Sinne gemeint gewesen sei. Zudem belegen Stimmen aus der schleswig-holsteinischen Landesdenkmalpflege, dass sich die Deutung des Löwen als nationales dänisches Denkmal in Flensburg bis heute gehalten habe; so sagte der Schleswig-holsteinische Landeskonservator Michael Paarmann:

„Scheinbar haben wir gegenüber der dänischen Seite nicht ausreichend deutlich machen können, welche Inhalte wir mit einem zeitgemäß gestalteten Sockel verbinden möchten. […] Der stark retardierende Ansatz der dänischen Seite mag in Anbetracht eines ungebrochenen nationalen Selbstverständnisses verständlich sein, läuft aber den von deutscher Seite vorgetragenen Vorstellungen zuwider. Wenn man es nicht riskieren möchte, in eine kontroverse Diskussion mit der dänischen Seite einzutreten, um deutsche Grundpositionen durchzusetzen, bliebe immer noch der […] kleinste gemeinsame Nenner, die Rekonstruktion […].“

Eine Position, die dem bis heute weitgehend intakten nationalen Selbstverständnis in Dänemark entspräche. So sei es an künftiger, noch zu leistender Vermittlungsarbeit, das Denkmal endgültig seinem einseitigen nationalen Kontext zu entreißen und zu einem Denkmal aller Flensburger zu machen. Noch ist das Denkmal allein Zentrum von Feiern der dänischen Minderheit, die „zahlreichen Besucher“ stammen überwiegend aus Dänemark, wo der Löwe – im Gegensatz zu Schleswig-Holstein – allgemein bekannt ist und als Zeugnis dänischer Geschichte (und nationaler Präsenz) im Landesteil Schleswig interpretiert wird.
Insgesamt wirft das Buch durch seine akribische Analyse der Quellen einen deutlichen Schatten auf die Aktion „Rückführung“; sie kann als Beispiel dafür gelten, wie in einer Grenzregion mit konfliktbeladener Geschichte nicht umgegangen werden darf: nämlich konfliktscheu und ohne Beteiligung der Bevölkerung. Da 2012 dänischerseits heftige Kritik an Plänen darüber laut wurde, ein eigens dafür entworfenes Versöhnungsdenkmal auf den Düppeler Schanzen zum gemeinsamen deutsch-dänischen Erinnern zu errichten, verstärkt sich nun durch die Aufstellung des „Idstedt-Löwen“ die Asymmetrie der Erinnerungskultur im Grenzland: Während in Dänemark fast alle deutschen Denkmäler von 1848–1851 und 1864 zerstört wurden und selbst kleine Gesten wie zweisprachige Ortsschilder in Gebieten mit deutscher Minderheit verweigert werden, werden der dänischen Kultur und ihren nationalen Erinnerungsstätten südlich der Grenze stets weitgehende Zugeständnisse gemacht.
Zu einem ähnlichen Schluss kam 2012 der renommierte dänische Volkskundler und ehemalige Direktor des Museums Sonderburg, Peter Dragsbo. In einem Leserbrief in der dänischen Minderheitenzeitung Flensborg Avis zeigte er Verständnis für die 2010 geäußerte kritische Linie des Historikers Jan Schlürmann.

### 2014: Kritische Stimmen verstummen nicht

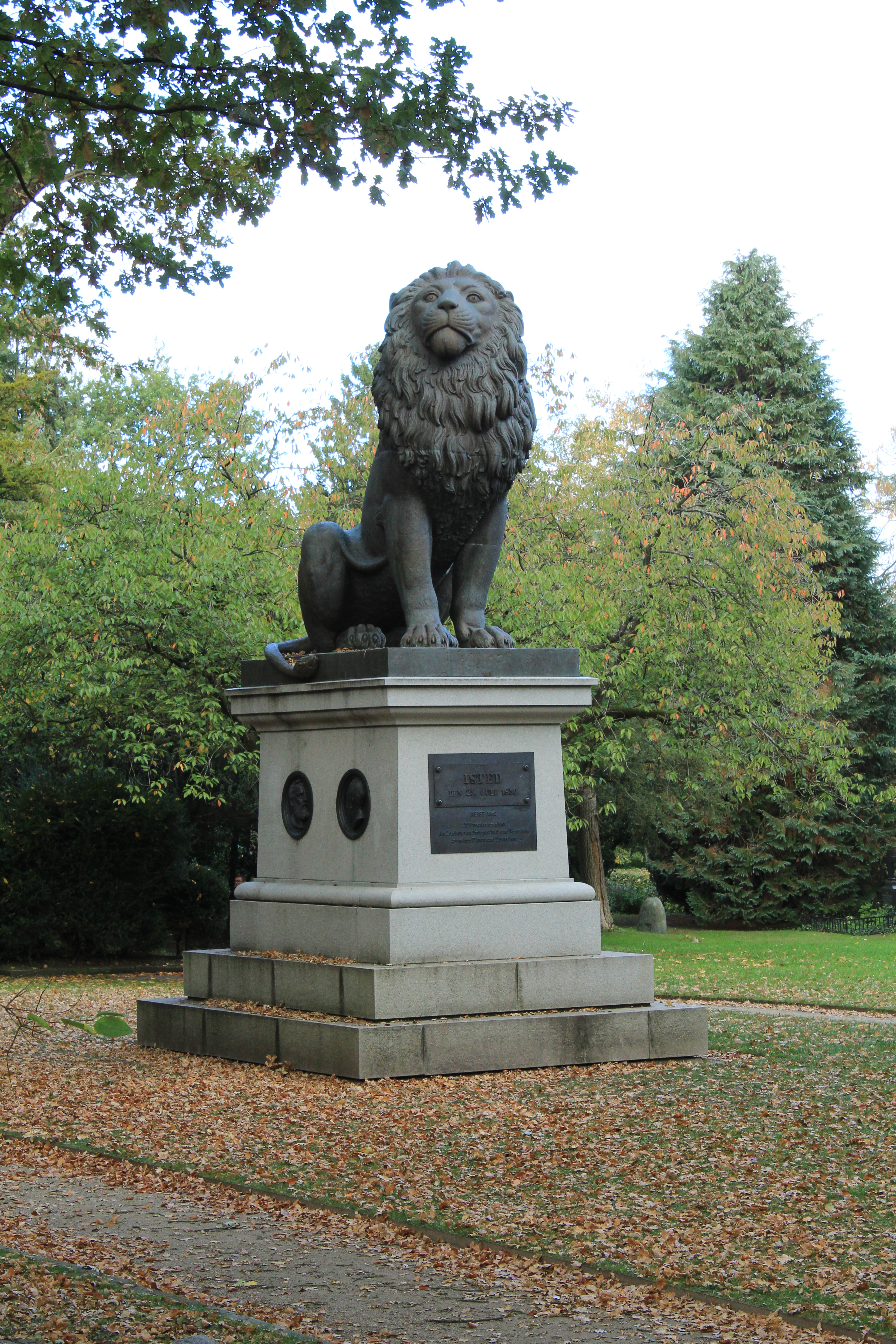
Idstedt-Löwe (2018)

Der 2012 am Buch In Freundschaft und Vertrauen beteiligte ehemalige Archivar der dänischen Minderheit, Lars Henningsen, warf 2014 erneut die Frage auf, ob der Löwe nicht aufgrund falscher Voraussetzungen nach Flensburg gebracht wurde. In einem Leserbrief im dänischsprachigen Minderheitenblatt Flensborg Avis schrieb er am 24. September 2014, dass dem Löwen 2010 durch die deutsche Lokalpolitik „ein neuer Charakter aufgezwungen wurde.“ Die Akteure vor Ort aber, sowohl die Minderheit als auch die Stadt Flensburg hätten bisher den nationaldänischen Charakter der jährlichen Kranzniederlegungen am Löwen-Denkmal nicht verändert; eine – wie eigentlich gewünschte – gemeinsame deutsch-dänische Feier zum 25. Juli, dem Idstedt-Tag, fände nicht statt. Auch die Historikerin und Hamburger Bürgerschaftsabgeordnete (SPD) Loretana de Libero widmete in einem Fachaufsatz zur Geschichtspolitik 2014 einige sehr kritische Zeilen dem ihrer Ansicht nach missglückten Wiederaufstellungsprojekt:

„Auf Beschluss der Flensburger Ratsversammlung vom 18. Februar 2010 kehrte der Idstedt-Löwe am 10. September 2011 wieder an seinen ursprünglichen Standort auf den Alten Friedhof in Flensburg zurück, ‚als Zeichen von Freundschaft und Vertrauen zwischen Dänen und Deutschen‘, wie der Wortlaut der neuen Inschrift besagt. Wie im Fall des unten noch zu behandelnden Adlers von Metz wird damit ein in seiner Aussage eindeutiges Standbild durch Umwidmung neutralisiert. Unklar ist, ob derartige Wiederverwendungen alter, offensiver Erinnerungszeichen im öffentlichen Raum darauf zurückzuführen sind, dass Geschichtskenntnisse fehlen, wirtschaftliche Zwänge die Kulturpolitik bestimmen oder die zeitgenössische Denkmalskunst schlichtweg in eine kreative Krise getreten ist.“

### Das Löwen-Denkmal nach seiner Aufstellung als Symbol der dänischen Minderheit
Der Flensburger Löwe – oder auch „Idstedt-Löwe“ – wurde nach seiner Aufstellung in Flensburg zu einem häufig verwendeten Symbol der dänischen Minderheit im Landesteil Schleswig. So war er das Symbol des Jahrestreffens der Minderheit 2011, das unter dem Motto „Wie prägen wir Südschleswig?“ stand. Im Kontext des Treffens wurde auch ein Lied mit dem Titel Fra Løven i nord og til Ejderen (dt. Vom Löwen im Norden bis zur Eider) vorgestellt; der Löwe (in Flensburg) und die Eider markieren dabei die nördliche bzw. die südliche Grenze des deutschen Landesteils Schleswig, der als Sydslesvig (Südschleswig) die Heimatregion der dänischen Minderheit in Deutschland darstellt. 2011 führte eine Grundschulgruppe der dänischen Minderheitenschule in Tarp ein Stück mit dem Titel Istedløvens rejse („Die Reise des Idstedt-Löwen“) auf. In dem Stück heißt es u. a. mit Bezug auf die Errichtung: „Bissen erschuf einen sitzenden Löwen. Der Löwe sollte zeigen, wie tüchtig die Dänen gewesen waren. Die Skulptur wurde so groß, dass 10 Personen darin Platz hätten finden können. […] Frage an die Schüler: Was bedeutet es, wenn man einen Löwen wählt? Das kann z. B. bedeuten, dass man Macht oder Kraft hat.“ Den jüngsten Beitrag zur Kontroverse, der den Stand der Diskussion bis 2016 skizziert, leistete wiederum der Historiker Jan Schlürmann, der bereits 2011 die Debatte maßgeblich mit ausgelöst hatte.

## Die Berliner Kopie

### Villenkolonie Alsen und der Löwe

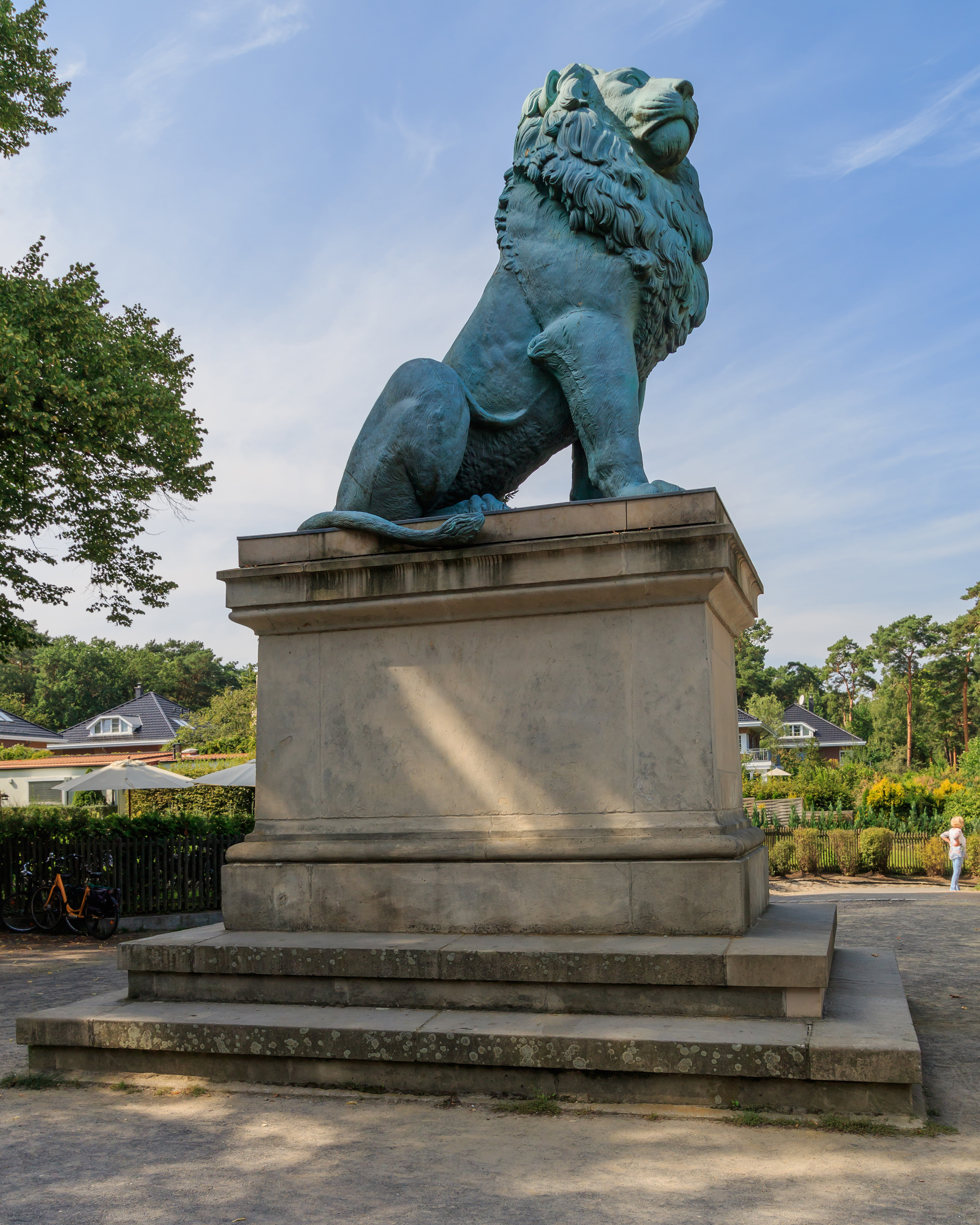
Denkmalplatz und Kopie am Heckeshorn nach der Restaurierung

Im Jahr 1863 gründete der Berliner Bankier und Direktor der Berliner Handelsgesellschaft Wilhelm Conrad am Wannsee die vornehme Villenkolonie Alsen, die sich schnell zu einer der ersten Adressen der vermögenden Berliner entwickelte. Im Jahr 1873 wählte Conrad den Namen der Kolonie – in einer Zeit der nationalen Begeisterung nach der Reichsgründung – zur Erinnerung an die Kapitulation der dänischen Insel Alsen im Jahr 1864, die den deutschen Sieg über Dänemark besiegelt hatte. Das historisch passende Monument für seine Kolonie fand Conrad nur wenige Kilometer entfernt mit dem Flensburger Löwen, von dem er 1874 (ältere Angaben 1869, am Denkmalssockel: 1865) eine Zinkkopie anfertigen und auf der Anhöhe aufstellen ließ.

„Die Aufstellung an diesem Ort war neben dem dekorativen Zweck auch ein Zeichen der Verehrung, die Wilhelm Conrad für Prinz Friedrich Karl von Preußen besaß, der auf dem nahen Gut Düppel lebte. Statt der Medaillons von vier dänischen Generälen beim originalen Denkmal, führte die Kopie daher ein Porträtmedaillon des Prinzen Friedrich Karl im Sockel.“

Dieses Relief verschwand 1919 nach einem Diebstahl. Nach dem Tod Conrads und der anschließenden Aufteilung und dem weiteren Ausbau des Geländes am Bergpark blieb dem Denkmal, das 1923 in das Eigentum der Stadt Berlin überging, zunehmend weniger Platz. Im Jahr 1938 kam es nach Berichten in der dänischen Presse und nach einer Beschwerde der Botschaft über die von Gebüsch umwucherte und ungepflegte Plastik zur Umsetzung in die Ortsanlage Heckeshorn am Westufer des Großen Wannsees. Dort steht der rund zwei Tonnen schwere Löwe auch heute noch auf einem Aussichtsplateau am Tiefhornweg in einem kleinen Park neben der Gedenkstätte Haus der Wannseekonferenz. Die erhöhte Lage auf einem Hügelhang unmittelbar vor dem Ufer bietet einen weiten Blick auf die Havelseenkette und auf das gegenüberliegende, denkmalgeschützte Strandbad Wannsee aus den Jahren 1929/1930.

### Umfassende Restaurierung 2005
Bei dem Diebstahl im Jahr 1919 hatte die Statue den Schwanz verloren. Ein notdürftiger Ersatz und weitere dringende Reparaturen erfolgten erstmals nach der Umsetzung in dem Jahr 1938. Zur lange überfälligen, umfassenden und vier Monate währenden Restaurierung kam es im Jahr 2005 in einer Berlin-Adlershofer Werkstatt. Der Restaurator Bernd Michael Helmich zerlegte die Figur in rund einhundert Einzelteile, sodass korrodierte Nahtstreifen und Verschraubungen sowie Risse ausgebessert werden konnten. Modernes Glasfasergewebe schließt nunmehr die Nahtstellen ab und eine Edelstahlkonstruktion ersetzt das hinfällige innere Stützkorsett. Um den seinerzeit unzulänglich reparierten Schwanz wieder authentisch herzustellen, nahmen Mitarbeiter der Werkstatt einen Abdruck am dänischen, seinerzeit in Kopenhagen und seit 2011 wieder am Erstaufstellungsort Flensburg zu findenden, Original.
An den Gesamtkosten von rund 90.000 Euro, die auch die Sanierung des Denkmal-Sockels und -platzes enthalten, beteiligte sich der Bezirk Steglitz-Zehlendorf mit rund 10.000 Euro. Den Rest brachten je zur Hälfte das Landesdenkmalamt und die Hinckeldey-Stiftung auf, die 1993 zum Gedenken an den preußischen Polizeipräsidenten von Berlin, Karl Ludwig Friedrich von Hinckeldey, gegründet worden war. Der Sockel erhielt eine neue Tafel, die in elf Zeilen die Denkmalgeschichte erläutert.
Am 1. September 2005 fielen bei einer feierlichen Übergabe die Hüllen der runderneuerten und konservierten Zinkgussplastik. Acht neue historische Schinkelleuchten sorgen für einen passenden Rahmen der Kopie des Idstedt-Löwen.

## Rezeption
- In zwei Kapiteln des Buches „Die Kadetten“ von Ernst von Salomon findet der Löwe Erwähnung.